# ボグダナ・マツォツカ
ボグダナ・マツォツカ （ウクライナ語: Богдана Олегівна Мацьоцька、より原語の発音に近いカナ表記はボフダナ・オレヒウナ・マツィヨツィカ、1989年8月27日 - ）はウクライナのアルペンスキー選手である。2010年バンクーバーオリンピックに出場、2011年1月9日にはアルペンスキー・ワールドカップデビューを果たした。2014年ソチオリンピックに2度目のオリンピック出場を果たした。
2014年ソチオリンピックではスーパー大回転27位、大回転43位となったが2月19日、ウクライナの首都キエフで発生した暴力行為に抗議するためにソチオリンピックで以降出場する予定だった競技を棄権する旨を表明した。マツォツカと父親はFacebookで「マイダンでバリケードを作って団結している反政権デモ隊に対する刑事訴訟や大統領とその傀儡内閣の無責任な姿勢に抗議するためソチオリンピックで今後出場する予定だった競技を棄権する。」と投稿した。

## 成績
| 大会 | 年   | 会場                                 | SL   | GS | SG   | DH | SC | T |
| ---- | ---- | ------------------------------------ | ---- | -- | ---- | -- | -- | - |
| JWSC | 2008 | フォルミガル                         | 43   | 61 | 70   | 50 | 19 |   |
| JWSC | 2009 | ガルミッシュ＝パルテンキルヒェン     |      |    | 41   | 44 |    |   |
| AWSC | 2009 | ヴァル＝ディゼール                   | DNF1 | 42 | 33   |    |    |   |
| OLY  | 2010 | ウィスラー                           | 37   | 44 |      |    |    |   |
| AWSC | 2011 | ガルミッシュ＝パルテンキルヒェン     | DNF1 | 52 | 38   | 34 | 26 |   |
| AWSC | 2013 | シュラートミンク                     | 61   | 46 | DNS1 |    | 32 |   |
| OLY  | 2014 | ローザ・コテル・アルパイン・リゾート |      | 43 | 27   |    |    |   |